# Embut

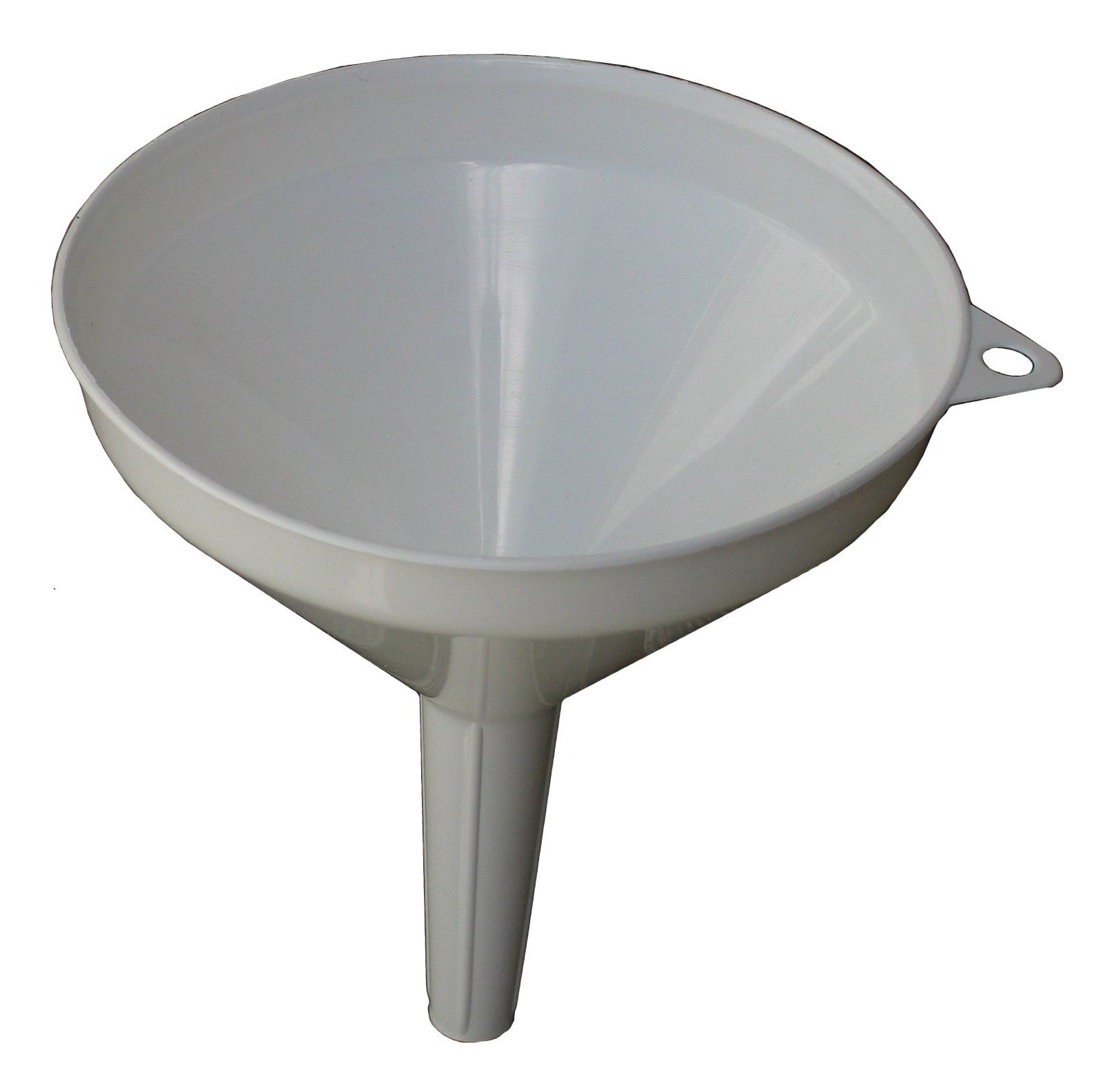
Embut cònic emprat a les cuines. Al laboratori s'empren de vidre.

Un embut és un estri amb forma de con buit invertit acabat amb un tub al seu vèrtex, que s'empra per transvasar líquids dins d'un recipient de boca estreta, com pot ser, per exemple, una ampolla.
Al laboratori químic l'embut ha evolucionat amb el temps dissenyant-se embuts amb formes diferents per emprar-los en procediments més sofisticats que el simple transvasament de líquids.

## Embut cònic
És l'embut més primitiu format per un con invertit acabat en un tub més o menys llarg unit al seu vèrtex. La seva funció al laboratori químic és doble:
- Transvasament de líquids.
- Suport per a la filtració per gravetat. Si s'ajusta un filtre de paper dins del con de l'embut cònic i després s'hi aboca una mescla heterogènia formada per una fase líquida (normalment aquosa, és a dir aigua com a dissolvent i substàncies dissoltes) i una fase sòlida insoluble, la fase líquida traspassa el filtre i mitjançant l'embut és conduïda dins d'un altre recipient. La fase sòlida queda retinguda en el filtre.

## Embut de seguretat

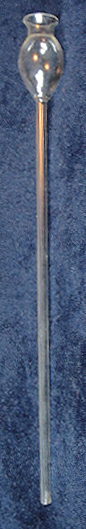
Embut de seguretat

És un embut semblant al cònic però amb una forma més ovalada que constitueix un dipòsit i un tub molt més llarg. La seva funció al laboratori és diferent a la dels altres. S'empra introduït dins d'un recipient on es produeix una reacció química en un medi líquid per evitar sobrepressions que facin explotar el recipient. La boca del tub de l'embut s'ha de situar dins del líquid. Si el vapor que es produeix dins del recipient exerceix una pressió elevada el líquid puja pel tub de l'embut fins al dipòsit superior. Així es retira líquid del recipient augmentant el volum disponible pel vapor fet que fa que baixi la pressió segons la llei de Boyle-Mariotte.

## Embut Büchner

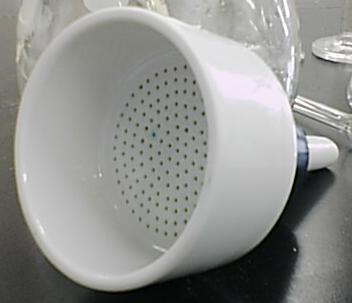
Embut de Büchner

L'embut Büchner és un embut de porcellana amb un recipient cilíndric buit acoblat a la base del con de l'embut. S'empra per a realitzar filtracions a pressió quan les condicions de la mescla o del filtre fan que calgui un temps excessivament llarg per fer-se mitjançant filtració per gravetat.

Embut de decantació.

El cilindre serveix com a dipòsit d'una mescla heterogènia amb dues fases, sòlida i líquida, que es volen separar. La base de l'embut està quasi completament tapada amb una tapadora circular deixant només uns petits forats repartits regularment per aquesta superfície. Damunt d'aquesta s'hi posa un paper de filtre circular i l'embut així preparat es posa damunt d'un matràs kitasato. Aquest matràs duu un tub lateral pel qual, mitjançant una trompa de buit, es pot realitzar una succió des d'avall de la mescla heterogènia que es vol separar. D'aquesta manera s'accelera la filtració.

## Embut filtrant
L'embut filtrant és una varietat d'embut Büchner, generalment de vidre, que duu incorporada una placa filtrant en el lloc on l'embut Büchner duu la tapadora amb forats. La placa filtrant està constituïda per pols de vidre aglomerat i presenta molta resistència química. S'empra de la mateixa manera que l'embut Büchner.

## Embut de decantació
L'embut de decantació és una modificació de l'embut cònic al qual s'hi afegeix una clau de pas en el tub i es tanca la base del con amb una semiesfera acabada amb una boca que es pot tapar amb un tap. L'embut de decantació s'empra:
- per separar mescles heterogènies on les dues fases són de líquids immiscibles. El líquid més dens queda a la part baixa de l'embut i es deixa caure pel tub. Quan arriba la interfície de separació d'ambdues fases es tanca la clau de pas quedant dins de l'embut el líquid amb menys densitat.
- per a realitzar una extracció líquid-líquid. Si un solut està dins d'un determinat dissolvent i el volem passar (extreure) a un altre dissolvent immiscible podem posar-los dins d'un embut de decantació, tapar-lo, i mesclar bé. Així el solut pot passar d'un dissolvent a l'altre i posteriorment es realitza una decantació.

## Embut d'addició

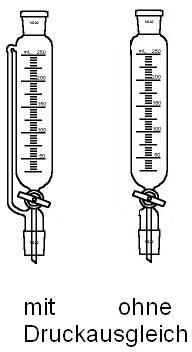
Embuts d'addició.

L'embut d'addició és semblant al de decantació però té forma cilíndrica i està graduat en unitats de volum (normalment ml). També té una boca estreta a la part superior que es pot tapar amb un tap i una clau de pas al tub inferior. Aquest tub inferior s'introdueix dins d'un matràs on es vol realitzar una reacció química. L'embut d'addició permet addicionar volums determinats de reactius químics dins del matràs de reacció en el moment que es desitgi.